# ASTM International
ASTM International (Американское общество испытаний и материалов, англ. American Society for Testing and Materials) — международная организация, разрабатывающая и издающая добровольные стандарты для материалов, продуктов, систем и услуг.
Основана в 1898 году в США в виде Американской секции Международной ассоциации проверки материалов (International Association for Testing Materials) и первоначально занималась стандартами контроля качества материалов для железных дорог.
ASTM поддерживает около 12 000 стандартов. ASTM Standards состоят из 80 томов.
Членство в организации открыто для любого, кто заинтересован в её работе. Членами являются более 32 тысяч представителей от производителей, пользователей, непосредственных потребителей, правительств и академий более 100 стран мира.
Стандарты проверяются и переиздаются не реже, чем раз в пять лет.
Более 5 000 стандартов ASTM приняты за пределами США в качестве национальных, и более 60 стран используют стандарты ASTM в качестве основы для создания своих нормативных баз.